# Лігво дракона
Лігво дракона (англ. Dragons' Den) — формат телевізійних реаліті-шоу, в якому підприємці пітчать свої бізнес-ідеї перед панеллю венчурних капіталістів з надією залучити інвестиції для фінансування цих ідей. Формат вперше з'явився 2001 року в Японії в програмі під назвою «Тигри грошей» (マネーの虎 manē no tora), що є грою слів щодо «Тигра Малаї» (マレーの虎 marē no tora), позивного генерала часів Другої світової війни — Ямашіта Томоюкі. Творець та автор прав на формат — «Nippon TV», права на розповсюдження — «Sony Pictures Television».